# 山下秀明
山下 秀明（やました ひであき、1910年（明治43年）1月1日 - 1995年（平成7年）5月7日）は、日本の実業家。旭硝子（現AGC）社長や、同社会長、旭硝子財団理事長等を務めた。

## 人物・経歴
長野県上伊那郡箕輪町生まれ。1932年東京商科大学（現一橋大学）附属商学専門部卒業、旭硝子入社。経理部長等を経て、1959年取締役に昇格。1967年常務取締役。1971年専務取締役。1973年社長。1981年会長。1987年取締役相談役。1989年旭硝子工業技術奨励会理事長。1990年から旭硝子財団理事長を務め、1992年にはブループラネット賞を創設した。ファインセラミックス技術研究組合理事長等も務めた。1995年5月7日、腎不全のため死去。
1990年勲二等旭日重光章受章。